# Matsucoccus eduli
Matsucoccus eduli är en insektsart som beskrevs av Morrison 1939. Matsucoccus eduli ingår i släktet Matsucoccus och familjen pärlsköldlöss. Inga underarter finns listade i Catalogue of Life.